# Kościół św. Jana Apostoła i Ewangelisty na Harendzie
Kościół św. Jana Apostoła i Ewangelisty na Harendzie – drewniany kościół zbudowany w latach 1710–1720 w Zakrzowie koło Kalwarii Zebrzydowskiej, przeniesiony w 1947 roku do Zakopanego. Otaczają go soboty (kryty krużganek obiegający budowlę). Wnętrze ozdobione jest malowidłami cechowymi, odnowionymi przez Władysława Jarockiego (zięcia Jana Kasprowicza). Obok kościoła znajduje się mauzoleum i willa „Harenda” (muzeum Kasprowicza). Kościół znajduje się na małopolskim Szlaku Architektury Drewnianej.